# Арі (провінція К'єті)
Арі (італ. Ari) — муніципалітет в Італії, у регіоні Абруццо,  провінція К'єті.
Арі розташоване на відстані близько 155 км на схід від Рима, 75 км на схід від Л'Аквіли, 10 км на південний схід від К'єті.
Населення — 1187 осіб (2014).
Покровитель — San Giovanni.

## Демографія
Населення за роками:

Станом на 1 січня 2023 року в муніципалітеті офіційно проживали 82 іноземці з 16 країн, серед них 42 громадяни країн Євросоюзу та 3 громадяни України.

## Сусідні муніципалітети
- Каноза-Санніта
- Філетто
- Джуліано-Театіно
- Мільяніко
- Орсонья
- Вакрі
- Вілламанья